# OpenDNS
OpenDNSは、フリーなDNS (Domain Name System) レゾリューション・サービス。

## サービス
OpenDNSは、コンシューマや企業向けのDNSサービスを提供しており、インターネットサービスプロバイダの提供するDNSサービスの代替として使うことができる。同社はサーバを戦略的な位置に置き、ドメイン名の大規模なキャッシュを備えているため、問い合わせへの応答が高速と言われており、結果としてWebページの検索が高速化される。DNSの問い合わせ結果は一般にローカルなオペレーティングシステムやアプリケーションでもキャッシュするため、よく参照するWebページについてはユーザーが気がつくほどの速度差はないが、キャッシュにない要求については違いがある。
他にもフィッシングフィルター機能、ドメインブロック機能、タイポ訂正機能（例えば、"wikipedia.og" と入力したとき "wikipedia.org" と訂正する）を提供している。悪意あるサイトを収集しており、ユーザーがそのようなサイトにアクセスしようとすると、それをブロックできる。また、PhishTankというサービスもあり、ユーザーがフィッシングサイトと思われるサイトのURLをそこに送ると、フィッシングサイトかどうかを調査する。このほか、myip.opendns.comに対してAやAAAAレコードを問い合わせると、発信元のグローバルIPアドレスを返答する機能がある。
OpenDNSはオープンソースではないが、どこからのクエリにも応答するという点でDNSとしてオープンである。
OpenDNSの収入の一部は、存在しないドメイン名について問い合わせを受けることで得られている。つまり、ユーザーが存在しないドメイン名を入力すると、OpenDNSの検索結果のページが表示され、そこに広告が掲載されている。OpenDNSはここから広告掲載料を得ている。この方式はベリサインがかつて行っていた Site Finder に似ているが、OpenDNSは選択しないと使われないサービスである点がベリサインとは異なるとし（Site Finder の場合、ベリサインがルートサーバを運営しているため、インターネット全体に影響が及んだ）、広告収入でカスタマイズされたDNSサービスを賄っているとしている。
OpenDNSによれば、拡張されたDNSサービスを基盤として新たなサービスを提供していく予定であり、今後はそちらから収入を得るかもしれないとしている。
そのような追加サービスの例として、2007年4月22日には "shortcuts" というサービスを立ち上げた。これはユーザーがDNSの独自マッピングを設定できるサービスで、例えば "mail" を "mail.yahoo.com" にマッピングできる。この新サービス開始は、ニューヨーク・タイムズ、Wired、PC World など様々な媒体で取り上げられた。
2007年5月13日、OpenDNSは新たなドメインブロックサービスとして、カテゴリ別にサイトのブロック/フィルタリングを行うサービスを開始した。これは、企業や学校や家庭など、ネットワークの所有者がWebアクセスを制御したい場合に便利である。2007年8月9日、OpenDNSは個人のフィルター設定をネットワーク所有者がオーバーライドできる機能を提供した。2008年2月20日、新たなサイトを追加することでドメインブロックリストを最新に保つため、これまでOpenDNS内で決めていたブロックリストをOpenDNS利用者のコミュニティがブロックすべきサイトを提案するオープンな方式に転換した。十分な数の利用者がそのサイトをブロックリストに加えるべきだとした場合、そのサイトを適切なカテゴリのブロックリストに加える。票数のしきい値は明らかにされていない。現在では50以上のカテゴリがあり、十分にきめ細かいサイトがリストに掲載されている。
2007年12月3日、OpenDNSは DNS-O-Matic を運用開始した。これは、DynDNSの更新APIを使い、ダイナミックDNS更新をいくつかのダイナミックDNSプロバイダに送信する手段を提供する無料サービスである。
2011年12月、OpenDNS は DNSCryptを発表した。このプログラムは DNSCurve フォワーダーを実装しており、DNSリゾルバとそれに照会を行うクライアントとの間の通信を暗号化して DNS スプーフィングを防ぐ。

## 歴史
2005年7月、計算機科学者で起業家の David Ulevitch がOpenDNSを創業した。CNETの創業者ハルシー・マイナーが中心となったベンチャーキャピタル Minor Ventures から資金提供を受けた。2006年7月10日、Digg、スラッシュドット、Wired News などがこのサービスを利用開始した。同年10月2日、フィッシング対策のデータベースを構築するPhishTankを立ち上げた。
2007年以前、OpenDNSはダイナミックDNS更新APIとしてDynDNSを使っていた。
2007年6月11日、コンテンツフィルタリングサービスを開始。
2008年11月5日、VMwareでセキュリティ部門を指揮していた Nand Mulchandani がOpenDNSの新CEOに就任。創業者の David Ulevitch はCTOとなった。
2015年6月30日、CiscoがOpenDNS買収の意向を発表。買収は2015年8月に完了し、OpenDNSはCiscoの一部となった。

## サーバ
OpenDNSは以下の再帰ネームサーバアドレスを一般に公開しており、近い場所で運用しているサーバにエニーキャストでルーティングされる。
従来のDNSクエリサービスは以下のとおり。
| 区分             |               | IPv4           | IPv6             | FQDN                     |
| ---------------- | ------------- | -------------- | ---------------- | ------------------------ |
| 一般用           | 優先DNSサーバ | 208.67.222.222 | 2620:119:35::35  | dns.opendns.com          |
| 一般用           | 代替DNSサーバ | 208.67.220.220 | 2620:119:53::53  | dns.opendns.com          |
| ファミリシールド | 優先DNSサーバ | 208.67.222.123 | ::ffff:d043:de7b | familyshield.opendns.com |
| ファミリシールド | 代替DNSサーバ | 208.67.220.123 | ::ffff:d043:dc7b | familyshield.opendns.com |
| サンドボックス   | 優先DNSサーバ | 208.67.222.2   | 2620:0:ccc::2    | sandbox.opendns.com      |
| サンドボックス   | 代替DNSサーバ | 208.67.220.2   | 2620:0:ccd::2    | sandbox.opendns.com      |

DNS over HTTPS は以下のとおり。
|                  | DNS over HTTPS                                 |
| ---------------- | ---------------------------------------------- |
| 一般用           | https://doh.opendns.com/dns-query              |
| ファミリシールド | https://doh.familyshield.opendns.com/dns-query |

DNS over TLS は未提供。

## フィルタリング
- 一般用：基礎的なセキュリティ・フィルタリング＋ユーザ定義ポリシー
- ファミリシールド：アダルト・コンテンツ
- サンドボックス：フィルタリングなし

## 問題
OpenDNSのDNSサービスは無料だが、失敗した要求の扱い方については評判が悪い。入力したドメイン名が見つからない場合、OpenDNSは検索結果のページを表示し、そこにはYahoo!の提供する広告が表示されている。DNSユーザーはOpenDNSのコントロールパネルでこれをオフにできる。この動作は大手ISPでも同様であり、DNS要求が失敗すると広告を含む独自のページが表示される。
2007年、David Ulevitch はデルが "Browser Address Error Redirector" ソフトウェアをインストールするようになったことへの対応として、OpenDNSでGoogle.comへの要求を解決することを始めると発表した。トラフィックの一部はOpenDNSのタイポ修正サービスで制御され、入力ミスのあるアドレスを修正し、そのキーワードについてのOpenDNSの検索結果ページを表示する。残りのトラフィックは透過的に意図した受信者に渡される。
ブラウザのアドレスバーによるユーザーの検索要求がGoogleの検索エンジンを使う設定の場合も、OpenDNSユーザーについてはそれを暗黙のうちにOpenDNSのサーバにリダイレクトする。ユーザーはOpenDNSのアカウントにログインし、"OpenDNS proxy" オプションのチェックを外すことでこの機能を無効化できる。また、Mozillaユーザーの場合は拡張をインストールすることでも無効化でき、単にキーワード検索URLから "sourceid=navclient" を削除するだけでもよい。
このリダイレクトは、存在しないドメインのNXDOMAINを得ることに依存しているWeb以外のアプリケーション（電子メールのスパムフィルタリングなど）を動作できなくする。また、公開のネームサーバが解決できないときだけプライベートネットワークのネームサーバが使われるようなVPNアクセスも機能しなくなる。

## サーバの位置
- シアトル
- パロアルト
- ニューヨーク
- ワシントンD.C.
- ロンドン
- シカゴ
- ロサンゼルス
- ダラス
- マイアミ
- アムステルダム
- フランクフルト
- ベルリン
- パリ
- ワルシャワ
- プラハ
- ブカレスト
- コペンハーゲン
- シンガポール
- 香港
- 東京

## 類似サービス
- 1.1.1.1
- Google Public DNS
- Quad9